# Виборчий округ 153
Виборчий округ 153 — виборчий округ в Рівненській області. В сучасному вигляді був утворений 28 квітня 2012 постановою ЦВК №82 (до цього моменту існувала інша система виборчих округів). Окружна виборча комісія цього округу розташовується в приміщенні Рівненської районної державної адміністрації за адресою м. Рівне, вул. Соборна, 195.
До складу округу входять місто Острог, частина міста Рівне (території прилеглі до вулиць Гагаріна, Князя Романа та Фабрична), Гощанський, Корецький, Острозький і Рівненський райони. Виборчий округ 153 межує з округом 23 на північному заході, з округом 156 на півночі, з округом 65 на сході, з округом 190 на південному сході, з округом 189 на півдні, з округом 164 на південному заході, з округом 154 на заході та має всередині округ 152 у вигляді ексклаву. Виборчий округ №153 складається з виборчих дільниць під номерами 560105-560156, 560403-560445, 560569-560608, 560655-560733, 560894-560900, 560975-560983, 561009 та 561014.

## Народні депутати від округу
| Ім'я                       | Фото | Партія         | Скликання | Дата набуття повноважень | Дата припинення повноважень |
| -------------------------- | ---- | -------------- | --------- | ------------------------ | --------------------------- |
| Вознюк Юрій Володимирович  |      | Батьківщина    | 7-ме      | 12 грудня 2012           | 27 листопада 2014           |
| Вознюк Юрій Володимирович  |      | Народний фронт | 8-ме      | 27 листопада 2014        | 29 серпня 2019              |
| Іванісов Роман Валерійович |      | Слуга народу   | 9-те      | 29 серпня 2019           |                             |

## Результати виборів

### Парламентські

#### 2019
Кандидати-мажоритарники:
- Іванісов Роман Валерійович (Слуга народу)
- Вознюк Юрій Володимирович (самовисування)
- Ундір Віталій Олександрович (Європейська Солідарність)
- Валявка Володимир Ярославович (Свобода)
- Щербачук Віктор Миколайович (самовисування)
- Мітюхін Андрій Вікторович (Сила і честь)
- Нікітюк Павло Михайлович (самовисування)
- Дутко Павло Юрійович (Сила людей)
- Івойлова Алла Антонівна (самовисування)
- Козаков Євген Юрійович (самовисування)
- Цвіль Володимир Іванович (самовисування)
- Хорев Максим Валерійович (самовисування)

#### 2014
Кандидати-мажоритарники:
- Вознюк Юрій Володимирович (Народний фронт)
- Муляренко Олексій Віталійович (Блок Петра Порошенка)
- Вервега Михайло Степанович (Батьківщина)
- Лозова Оксана Василівна (Радикальна партія)
- Чумак Микола Миколайович (самовисування)
- Мітюхін Андрій Вікторович (Воля)
- Хутиз Рустам Хамзетович (Опозиційний блок)
- Башинський Сергій Віталійович (Комуністична партія України)
- Добровольський Микола Володимирович (самовисування)
- Шевчук Іван Олександрович (Сильна Україна)
- Свирида Володимир Васильович (самовисування)

#### 2012
Кандидати-мажоритарники:
- Вознюк Юрій Володимирович (Батьківщина)
- Юхименко Анатолій Олексійович (Партія регіонів)
- Хахльов Олексій Володимирович (самовисування)
- Заєць Іван Олександрович (Українська народна партія)
- Шавурський Валентин Броніславович (Комуністична партія України)
- Музичко Олександр Іванович (Українська національна асамблея)
- Лебедюк Назарій Віталійович (Україна — Вперед!)
- Нікішин Олександр Олександрович (самовисування)

## Явка
Явка виборців на окрузі: